# Talmit's Adventure
Talmit's Adventure, conosciuto anche come Marvel Land (マーベルランド?) è un videogioco arcade piattaforme sviluppato e pubblicato da Namco nel 1990. Oltre alla conversione per Sega Mega Drive, il videogioco è stato distribuito nel 2009 per Wii tramite Virtual Console.

## Trama
Il giocatore veste i panni del principe Talmit (パコ?, Pako), un incrocio tra un ragazzo ed un drago. Scopo della sua missione è salvare la principessa Wondra (ルクシー?, Rukushī), catturata dal perfido Re Talpa. Quest'ultimo, dopo la morte del benevolo Lord Coni (sovrano del reame che portava il suo stesso nome), si impadronisce del potere e diventa il capo del Regno Sotterraneo, minacciando l'esistenza di Marvel Land. Marvel Land è un enorme parco divertimenti costruito dai sudditi di Lord Coni in suo onore, e che circonda l'intero reame. È composto da quattro sezioni: la terra dei fiori, la terra delle praterie, la terra dei dolci e la terra del ghiaccio. Ogni sezione è protetta da una fata (Flora (フローリー?, Furōrī), Sirca (シルフィー?, Shirufī), Sweetie (スウィーティー?, Suwītī) e la stessa Wondra), che Re Talpa ha imprigionato e che dovranno essere salvate a loro volta.

## Modalità di gioco
Talmit's Adventure è un classico videogioco a piattaforme, in cui il protagonista affronta vari livelli di gioco ed il suo avanzare è ostacolato da vari nemici che ne rallentano il cammino. In Marvel Land, questi nemici sono scagnozzi di Re Talpa, e sono rappresentati da rose giganti, piccoli uomini armati di lancia, formiche scavatrici, teste di medusa che lanciano lampi e perfino panini giganti. Ogni sezione (mondo) è composta da 7 livelli, alcuni dei quali simili tra di loro (ad esempio, l'ultimo livello di ogni mondo è rappresentato dall'interno di un castello, in cui l'atmosfera fresca e spensierata del resto del gioco si "tramuta" in qualcosa di più tenebroso). In diversi punti di ogni mondo sono presenti portali e passaggi segreti, che possono far avanzare o retrocedere Talmit anche di diversi livelli. Sono presenti inoltre alcuni elementi bonus (ali, velocità, oppure un powerUp che consente a Talmit di usare svariati suoi cloni come arma per annientare i nemici, la cosiddetta "coda fantasma") che facilitano il cammino del ragazzo-drago, ed ogni livello si conclude con un bersaglio che si deve centrare per ottenere il massimo dei punti bonus. Come in ogni platform game, il protagonista si sposterà attraverso piattaforme pericolanti, rocce sospese su distese d'acqua o di lava ed anche un ottovolante, presente con un livello in ciascuno dei quattro mondi di Marvel Land. Alla fine di ogni mondo la fata che lo protegge donerà a Talmit un cristallo che lo aiuterà nella sua sfida finale contro Re Talpa.

### Boss di fine livello
Sono presenti quattro boss di fine livello, ognuno dei quali dovrà essere affrontato in maniera "unica". Infatti, ogni boss deve essere sconfitto con un particolare tipo di gioco:
- Il grande Condor con una sfida a morra cinese;
- Angle, che sarà annientato gonfiando un pallone con dell'acqua e facendolo esplodere su un suo alleato;
- La Principessa à La Mode (sposa del Re Talpa), che verrà sconfitta riconoscendo una determinata carta nascosta fra tante;
- Re Talpa, con cui ci si scontrerà due volte: nella prima quest'ultimo e Talmit sbucheranno da alcuni fori e dovranno colpirsi a vicenda, nella seconda ci sarà invece un vero e proprio scontro a tu per tu.